# Špilberk
Špilberk je srednjovjekovni dvorac na vrhu brda u gradu Brnu, u Češkoj.

## Povijest
Dvorac je sagrađen sredinom 13. stoljeća. Izgradio ga je češki kralj Otakar II. Nalazi se na brdu iznad povijesnoga središta Brna. Dvorac je vremenom prerastao u tvrđavu koja je služila kao najutvrđeniji zatvor u Austro-Ugarskoj.
Austrijski car Franjo Josip I. je 1855. godine ukinuo zatvor i od tada je dvorac služio kao vojna zgrada. Vojska se zadržala u njemu preko 100 godina. 1959. godine Češka vojska je napustila dvorac i od tada se u Špilberku nalazi sjedište muzeja grada Brno. U podnožju dvorca, na zapadnoj strani, nalazi se pravoslavni hram posvećen Svetom Vjenceslavu.